# 杉山幸恵
杉山 幸恵（すぎやま さちえ）は、大阪府、奈良県出身の、着付け師・和装スタイリスト・ウエディングプロデューサー。

## 略歴
1964年1月8日、大阪に生まれる。3歳の時に奈良県に移り、奈良市立登美ヶ丘中学校・奈良県立西の京高等学校を卒業。1985年、野村證券株式会社勤務後、ハクビ系着付け教室で 着付けを修得し独立。講師・着付け師のキャリアを積み、2006年に株式会社アントワープ ブライダルを設立。「晴れの日の上質」をコンセプトに、年間1000件以上の一般着付け、婚礼着付け、ヘアメイク、ブライダルプロデュースを手がける。着付け師歴30年のキャリアの中で、一般女性から著名人・女優まで、延べ1万件以上の実績あり。近年は、TVCMや雑誌でのスタイリング・着付けに関しても定評がある。着付け師としての専門技術を伝承する「着付けスクール」開校。ウエディングプランナーとしての実績も踏まえ、ブライダルビジネスに関する特別講義を定期的に開催し、後進の育成に尽力する。2013年9月、大人の上質ウエディングを叶える会場「ラッセンブリ広尾」をオープン。90年以上の歴史ある邸宅で、年間約100組の婚礼にたずさわる中、お客様に支持される会場運営のノウハウを獲得。上述のキャリアを積み、婚礼ビジネスを包括的に熟知している強みを活かした会場プロデュース・コンサルティング業・セミナーなどを本格的に開催。著書に 『着付け師という仕事』（幻冬舎）［初版：2012年11月27日出版／改訂版：2016年11月15日出版］／『花嫁着付け師という仕事』（幻冬舎）［初版：2021年11月19日出版］

・1985年　野村證券株式会社を退職。本格的にプロ着付け師の勉強を始める。
・1996年　七五三・成人式などを中心に大手美容室10店舗に着付師の派遣を開始。同時にヘアメイク・着付け・衣装・写真のトータルプロデュースを開始
・2000年　世田谷区三軒茶屋に事務所を開設
・ウェディングドレスのオリジナル製作・販売を開始
・人材育成のためヘアーメイク＆着付師スクール開設
・大手ウェディングプランナー養成スクール講師担当
・2003年　ブライダルサロンを世田谷にオープン。レストランとの提携を開始し、レストランウェディングのプロデュースを開始
・2006年　株式会社アントワープブライダルを設立
・2011年　渋谷区代々木八幡にサロンを移転
・2012年　11月27日 書籍「着付け師という仕事」を幻冬舎より出版
・2013年　港区広尾を拠点に株式会社ラッセンブリを設立　「ラッセンブリ広尾」として邸宅ウェデイングの運営を開始。
・2016年　11月 書籍「着付け師という仕事 改訂版」を幻冬舎より出版
・2017年　一般社団法人「日本の美しい花嫁をつくる会」講師担当。中学生向け教材　仕事職業図鑑（ポプラ社）にて「着付け師」を掲載
・2018年　5月放送TBS「この差ってなんですか」に出演（振袖と留袖の差について解説）
・2021年　横浜そごう美術館にて開催の「ジャパニーズ・ウェディング展」動画出演

・現在は、着付け師・和装スタイリストとしての活動、自社企画の和装婚礼プロデュース・全国から参加者のある「花嫁着付特別講習会」を開催

## 主な仕事
- 日本の結婚式（IBJウェディング）
- ウェディングブック（旧ウィンドアンドサン）
- ザ・ウェディングドレス（旧ウィンドアンドサン）
- 和婚（明美）
- 和のWEDDING（芸文社）
- ゼクシー（リクルート）
- AERA「新・家族の肖像　九重親方一家」
- テレビ朝日「緊急取り調べ室」花嫁着付け監修
- TVCM「キンカン」平愛梨担当
- セブン＆アイ ホールディングス「nanaco」ポスター
- サトウ食品CM　「サトウの切り餅」
- 雑誌 ジュノン「板野友美」・写真集担当
- 阿部総理大臣主催「桜を見る会」ももいろクローバーZ担当
- フォーシス＆カンパニー 衣装カタログ
- ブライダルハウスTUTU 衣装カタログ
- ヒサコ タカヤマ 衣装カタログ
- 富士銀行CM
- 婦人画報社
- 新宿高島屋オープン記念 ウィンドウディスプレイ
- 銀座松屋 新年ディスプレイ
- JCBゴールド会員誌
- その他、テレビ・ラジオ出演

## 著書
- 2012年「着付け師という仕事」 （幻冬舎）
- 2016年「着付け師という仕事 改訂版」 （幻冬舎）
- 2021年「花嫁着付け師という仕事」（幻冬舎）